# Фазни дијаграм
Фазни дијаграм је помоћно средство у хемији, физици, а посебно у науци о материјалима и металургији за шематски дводимензионални или мултидимензионални приказ распореда и међусобног односа фаза једног мултикомпонентног система (течног или чврстог раствора две или више супстанци). Област термодинамике која се бави изучавањем понашања вишекомпонентних система у зависности од притиска, температуре и састава назива се: хетерогене равнотеже.

## Преглед
Уобичајене компоненте фазног дијаграма су линије равнотежних или фазних граница, које се односе на линије које означавају услове под којима вишеструке фазе могу да коегзистирају у равнотежи. Фазни прелази се одвијају дуж равнотежних линиј.
Троструке тачке су тачке на фазним дијаграмима где се пресецају равнотежне линије. Троструке тачке означавају услове у којима могу постојати три различите фазе. На пример, дијаграм водене фазе има троструку тачку која одговара појединачној температури и притиску на којој чврста, течна и гасовита вода могу да коегзистирају у стабилној равнотежи (273,16 K и парцијални притисак паре од 611,657 Pa).
Солидус је температура испод које је супстанца стабилна у чврстом стању. Ликвидус је температура изнад које је супстанца стабилна у течном стању. Може постојати јаз између солидуса и ликвидуса; унутар празнине, супстанца се састоји од мешавине кристала и течности.
Радни флуиди се често категоризују на основу облика њиховог фазног дијаграма.

## Генерална подела
Постоји много подела фазних дијаграма, једна од најопштијих је она на равнотежне и неравнотежне фазне дијаграме. Ако је систем у равнотежи, односно ако су све фазне трансформације у еквилибријуму (равнотежи), онда говоримо о тзв. равнотежном фазном дијаграму. Да би се постигла истинска равнотежа, систему је у принципу потребно бесконачно време. Како је бесмислено чекати да се постигну апсолутне равнотеже фаза у систему, при мерењу тачака на фазном дијаграму најчешће се користе разумна времена која дозвољавају, са једне стране смисаоност поступка, а са друге стране приближавање равнотежном стању.

## Типови

### Дводимензиони дијаграми
Најједноставнији фазни дијаграми су дијаграми притиска и температуре појединачне једноставне супстанце, као што је вода. Осе одговарају притиску и температури. Фазни дијаграм показује, у простору притиска и температуре, линије равнотежних или фазних граница између три фазе чврсте, течне и гасне.
Криве на фазном дијаграму показују тачке где слободна енергија (и друге изведене особине) постаје неаналитичка: њихови деривати у односу на координате (температура и притисак у овом примеру) се дисконтинуирано (нагло) мењају. На пример, топлотни капацитет контејнера напуњеног ледом ће се нагло променити када се контејнер загреје изван тачке топљења. Отворени простори, где је слободна енергија аналитичка, одговарају једнофазним регионима. Једнофазни региони су одвојени линијама неаналитичког понашања, где се одвијају фазни прелази, који се називају фазним границама.
На дијаграму са десне стране, фазна граница између течности и гаса се не простире до бесконачности. Уместо тога, она се окончава у тачци на фазном дијаграму која се назива критичном тачком. То одражава чињеницу да при екстремно високим температурама и притисцима, течна и гасна фаза постају неразлучиве, у такозваном суперкритичном флуиду. У води, критична тачка се јавља око  = 647,096 K (373,946 °C),  = 22,064 MPa (217,75 atm) и .
За већину супстанци, граница течне и чврсте фазе (или фузиона крива) у фазном дијаграму има позитиван нагиб тако да тачка топљења расте са притиском. Ово је тачно кад год је чврста фаза гушћа од течне фазе. Што је већи притисак на датој супстанци, то су молекули супстанце ближи једни другима, чиме се повећава ефекат интермолекуларних сила супстанце. Стога је супстанци неопходна виша температуру да би њени молекули имали довољно енергије да изађу из фиксног обрасца чврсте фазе и уђу у течну фазу. Сличан концепт се примењује на промене фазе течности и гаса.
Вода је изузетак, те има границу између чврсте и течне фазе са негативним нагибом, тако да тачка топљења опада са притиском. Ово се дешава зато што је лед (чврста вода) мање густа од течне воде, што показује чињеница да лед плута на води. На молекуларном нивоу, лед је мање густ, јер има опсежнију мрежу водоничних веза која захтева веће одвајање молекула воде. Други изузеци су антимон и бизмут.
Вредност нагиба dP/dT је дата Клапејроновом једначином за фузију (топљење)
{\displaystyle {\frac {\mathrm {d} P}{\mathrm {d} T}}={\frac {\Delta _{fus}H}{T\,\Delta _{fus}V}},}
где је  топлота фузије која је увек позитивна, а  је промена запремине при фузији. За већину супстанци  је позитивно тако да је нагиб позитиван. Међутим за воду и друге изузетке,  је негативно тако да је нагиб негативан.

#### Друга термодинамичка својства
Поред температуре и притиска, могу се графички приказати и друге термодинамичке особине. Примери таквих термодинамичких својстава укључују специфичну запремину, специфичну енталпију или специфичну ентропију. На пример, једнокомпонентни графови температуре у односу на специфичну ентропију (T vs. s) за воду/пару или за расхладно средство обично се користе за илустрацију термодинамичких циклуса као што је Карнотов циклус, Ранкинов циклус или циклус хлађења компресијом паре.
Било које две термодинамичке величине могу бити приказане на хоризонталној и вертикалној оси дводимензионалног дијаграма. Додатне термодинамичке величине могу бити илустроване у увећањима као низ линија - закривљених, правих или њихових комбинација. Свака од тих изо- линија представља термодинамичку количину на одређеној константној вредности.
|                                         |                                        |                                           |
| дијаграм енталпија–ентропија () за пару | дијаграм притисак–енталпија (p–h) за пару | дијаграм температура–ентропија () за пару |

### Тродимензиони дијаграми
Могуће је предвидети тродимензионалне (3Д) графиконе који показују три термодинамичке величине. На пример, за појединачну компоненту, графикон 3Д картезијанског типа може приказати температуру (T) на једној оси, притисак (p) на другој оси и специфичну запремину (v) на трећој. Такав 3Д графикон се понекад назива p–v–T дијаграмом. Равнотежни услови су приказани као криве на закривљеној површини у 3Д са површинама за чврсте, течне и парне фазе и области где чврста и течна фаза, чврста фаза и пара, или течност и пара коегзистирају у равнотежи. Линија на површини која се зове трострука линија је место где чврста, течна и пара могу да коегзистирају у равнотежи. Критична тачка остаје тачка на површини чак и на 3Д фазном дијаграму.
За воду, 3Д p–v–T је приказан овде (с леве стране). Ортогонална пројекција тродимензионалног p–v–T графикона који приказује притисак и температуру на вертикалној и хоризонталној оси колапсира 3Д график у стандардни 2Д дијаграм притиска и температуре. Када се то уради, површине чврсте фазе и паре, чврсте и течне фазе, и течности и паре се колапсирају у три кореспондирајуће криве које се састају у трострукој тачци, што је колапсирана ортографска пројекција троструке линије.

## Експериментално и рачунско одређивање

### CALPHAD- CALculation of PHAse Diagrams
Тренутно, једино рачунски одређени фазни дијаграми, методом енгл. CALPHAD - CALculation of PHAse Diagrams, су приближни истинским равнотежним фазним дијаграмима, који пак у реалном свету као такви не постоје. Треба нагласити да CALPHAD метод не функционише без експериментално измерених термодинамичких података, пошто ради на принципу интерполације експерименталних тачака уз помоћ одговарајућих модела која описују фазне равнотеже. За системе у којима нема довољно измерених термодинамичких података ни рачунска метода, наравно, не функционише.
Друга, али и најчешћа подела је на основу броја компоненета у систему, на бинерне (две компонете), тернерне (три компоненте), кватернерне (три компоненте) и мултинерне (више од четири компоненте). Однос фазних области на фазном дијаграму дефинисан је Гибсовим правилом фаза, са изузетком екстремних тачака где се примењује и Коновалово правило.

### Ab - initio
Алтернатива експерименталнм одређивању термодинамички података је тзв. Аб-иницио лат. ab initio метода. Ab - initio преведено на нас језик значи први принцип, односно да је метода заснована на основним принципима. Ти принципи су принципи квантне механике и молекуларне динамике и не захтевају експерименталне податке. Полазна тачка су електронске конфигурације атома дефинисане основним сетовима (енгл. basis sets) или псеудопотенцијалима (енгл. pseudopotentials). Решавање таласне функције одвија се итеративним путем тзв. само конзистентним методом енгл. SCF-(енгл. Self Consistent Field). Постије два типа Хамилтонијана која се онда могу решити енгл. SCF методом, то су Хартре-Фок (енгл. Hartree-Fock) и ДФТ (енгл. Density Functional Theory). Хартре-Фок метода се заснива на последици Борн-Опенхајмерове апроксимације која пак каже да је у основи могуће без велике грешке у рачуници одвојено третирати кретање протона и електрона. Апроксимација је заснована на чињеници да електрон, због своје релативно мале масе у односу на протон (1840 пута мањи), скоро тренутно реагује на померање протона. Хартре-Фок третира егзактно однос електрон-протон али не и међудејство електро-електрон. ДФТ за разлику од Хартре-Фок методе, третира у великој мери и међусобно дејство електрон-електрон (енгл. correlation).

## Примена
Рачунски фазни дијаграми се у већини случаја поклапају (уз одређену грешку која је иначе мера неидеалности постигнуте равнотеже) са експериментално одређеним фазним дијаграмима. Поготово је њихова улога велика у екстраполацији података за области фазног дијаграма у којима нема експерименталних мерења. Наука која је прва развила и применила фазне дијаграме била је металургија, због изузеног значаја фазног дијаграма у производњи и пререди гвожђа и челика. Куриозитет је у томе да је управо фазни дијаграм који описује челик, један од еклатантних примера неравнотежног фазног дијаграма.